# 옥종초등학교 북평분교
옥종초등학교 북평분교는 경상남도 하동군 옥종면 고성산동학로 8625 (대곡리)에 있었던 분교이다.

## 연혁
- 1939년 6월 1일 옥종공립심상소학교 부설 북방간이학교 개교(설립인가 5월 6일)
- 1944년 7월 1일 북방공립국민학교로 승격
- 1953년 4월 26일 북방리에서 대곡리로 이전
- 1954년 4월 10일 법대리 본교 학구로 편입
- 1955년 6월 6일 북평국민학교로 개칭
- 1980년 3월 10일 병설유치원 개원
- 1996년 3월 1일 북평초등학교로 개칭
- 1996년 9월 1일 옥종초등학교 북평분교로 격하
- 1998년 3월 1일 본교로 통합